# 道新ホール
道新ホール（どうしんホール）は北海道札幌市中央区にあった多目的ホール。道新ビル大通館の8階及び9階に位置する。北海道新聞社本社の移転に伴い2024年6月末で閉館した。

## 歴史
1963年（昭和38年）9月の道新ビル大通館落成と同時に開館した。こけら落とし公演として同年10月に坂東三津之丞「舌出三番叟」などの公演が行われた（道新サービスセンター『三十年史』）。
開館当初は講演会や学会などの使用に限定されていたが、まもなく演劇、音楽、映画、ダンス、落語、ファッションショー、地元の発表会などにも利用可能となった（道新サービスセンター『三十年史』）。
地元劇団の最初の使用は劇団「青の会」（本山節彌主宰）の「オホーツクの女」の公演とされる。TEAM-NACSや劇団イナダ組など、道内で有数の人気を誇る劇団などもここで公演を行うことがあった。
1974年1月10日には未だ人気が出る前のオフコースのコンサートが開催され、観客は13人（関係者8人、一般客5人）だったため語り草となった（この一般客の一人に北海道大学名誉教授の大原雅がおり自身の最終講義の場所に道新ホールを選んだ）。
2024年6月30日の立川談春の独演会が最終公演となり同日閉館した。国内外の団体などが利用し、閉館までの公演数は約1万2千回に及んだ。

## 施設概要
- 所在地 - 札幌市中央区大通西3丁目 道新ビル大通館8階
- 客席 - 700席
- 管理・運営 - 道新アクセス（北海道新聞社の関連会社）